# Флорен, Йеспер
Йеспер Флорен (швед. Jesper Florén; родился 11 сентября 1990 года, Эребру) — шведский футболист, полузащитник клуба «Ефле».
Ранее выступал за команды «Эльфсборг» и ГАИС, являлся игроком молодёжной сборной Швеции.

## Клубная карьера
С 2004 года Йеспер начал выступать за юношескую команду клуба «БК Форвард» из Эребру, в клубе он играл на позиции нападающего. В августе 2006 года стал игроком юношеской команды амстердамского «Аякса» B1, чьим главным тренером тогда являлся известный в прошлом футболист Брайан Рой. Помимо Йеспера, команда также пополнилась и другим талантливым иностранцем, канадским полузащитником Мэттью Ламом, но он был старше Йеспера на один год и поэтому попал в команду А1. Почти за два года Флорен сыграл за юношеский состав примерно 60 матчей и забил 20 мячей.

### «Эльфсборг»
В начале июня 2008 года Йеспер вернулся в Швецию, а в начале июля 17-летний футболист подписал четырёхлетний контракт с клубом «Эльфсборг». В составе клуба дебютировал 12 июля 2008 года в матче Кубка Интертото против шотландского «Хиберниана», завершившемся победой шведов со счётом 2:0. Йеспер чаше выступал за молодёжный состав команды, с которой стал победителем молодёжного турнира в Гётеборге.
В чемпионате Швеции Йеспер дебютировал 23 июля в домашнем матче против «Норрчёпинга» — Флорен вышел на замену на 58-й минуте, заменив левого полузащитника Эмира Байрами. Матч завершился разгромной победой «Эльфсборга» со счётом 3:0, в составе победителей отличились Эмир Байрами, Ларс Нильссон и Тедди Авдич. В дебютном сезоне Флорен провёл за команду два матча в чемпионате, а также сыграл один матч в Кубке Швеции.

### ГАИС
В середине июля Йеспер был отдан в аренду в клуб ГАИС из Гётеборга, срок аренды был рассчитан до конца сезона в Швеции. Вместе с ним из «Эльфсборга», также на правах аренды, перешёл 22-летний нападающий Йоэл Юханссон. Сам Флорен так отреагировал на переход:

«Абсолютно всё в „Эльфсборге“ меня устраивает, начиная от тренировок и заканчивая окружающих меня людей. Но мне не хватает игрового времени, и я надеюсь получить его в клубе ГАИС».

За клуб Флорен дебютировал 24 июля в гостевой игре чемпионата против «Отвидаберга». Матч завершился победой ГАИС’а со счётом 0:1, а сам Йеспер в конце встречи получил жёлтую карточку и тут же был заменён. Спустя одну неделю, 1 августа ГАИС в гостях встречался с одним из лидеров первенства командой «Мальмё». Как и в предыдущей встречи, Йеспер вышел в стартовом составе и занял место правого полузащитника. «Мальмё» одержал победу с минимальным счётом 1:0, между тем, игру самого Йеспера довольно хорошо оценили.

## Статистика выступлений
| Клуб             | Сезон            | Чемпионат | Чемпионат | Кубок | Кубок | Еврокубки | Еврокубки | Итого | Итого |
| Клуб             | Сезон            | Игры      | Голы      | Игры  | Голы  | Игры      | Голы      | Игры  | Голы  |
| ---------------- | ---------------- | --------- | --------- | ----- | ----- | --------- | --------- | ----- | ----- |
| Эльфсборг        | 2008             | 2         | 0         | 1     | 0     | 2         | 0         | 5     | 0     |
| Эльфсборг        | 2009             | 2         | 0         | 1     | 0     | 2         | 0         | 5     | 0     |
| Эльфсборг        | Итого            | 4         | 0         | 2     | 0     | 4         | 0         | 10    | 0     |
| ГАИС             | → 2010           | 14        | 0         | 0     | 0     |           |           | 14    | 0     |
| ГАИС             | → 2011           | 26        | 1         | 2     | 0     |           |           | 28    | 1     |
| ГАИС             | 2012             | 4         | 0         | 0     | 0     |           |           | 4     | 0     |
| ГАИС             | Итого            | 44        | 1         | 2     | 0     |           |           | 46    | 1     |
| Всего за карьеру | Всего за карьеру | 48        | 1         | 4     | 0     | 4         | 0         | 56    | 1     |

(откорректировано по состоянию на 27 апреля 2012 года)